# Бегби, Джеймс
Джеймс Бегби (1798[…] — 26 августа 1869) — шотландский врач, президент Медико-хирургического общества Эдинбурга (1850—1852) и президент Королевского колледжа врачей Эдинбурга (1854—1856).
Был одним из первых врачей, которые дали подробное описание экзофтальмического зоба, в настоящее время известного как болезнь Грейвса (ранее называвшаяся синдромом Базеда или болезнью Бегби). Он также занимался изучением болезни Дюбини или миоклонического эпидемического энцефалита.
Его сын Джеймс Уорбертон Бегби тоже был выдающимся врачом.

## Биография
Бегби родился 18 декабря 1798 года в Эдинбурге, получил образование в средней школе. В возрасте 14 лет он стал учеником доктора Джона Аберкромби (1780—1844) на Йорк-Плейс, 19. Позже он также стал помощником Аберкромби.
В 1821 году Бегби получил степень доктора медицины в Эдинбургском университете. В 1822 году он стал членом Королевского колледжа хирургов. В 1827 году он возглавляет Сиротскую больницу Дина (англ. Dean Orphan Hospital). В это время он жил по адресу Аберкромби-Плейс, 30.
Был избран членом Королевского общества Эдинбурга, его кандидатуру выдвинул Дэвид Маклаган.
В 1847 году он также стал членом Королевской коллегии врачей и стал её президентом (с 1854 по 1856 год). В течение сорока лет Бегби работал врачом в шотландском Фонде вдов и Обществе обеспечения жизни с 1837 по 1869 год.
В 1850 году он жил по адресу Шарлотт-сквер, 3.
Последние годы жизни Бегби прошли в доме 10 по Шарлотт-сквер, одном из самых престижных районов Эдинбурга. Его соседом был Джеймс Сайм.
В течение нескольких лет он имел честь быть ординарным врачом королевы Виктории в Шотландии.
Бегби умер в Эдинбурге и был похоронен на кладбище Нью-Калтон. Могила находится в укромном месте на северной стороне самого северного склепа у восточной стены.

## Работы
Бегби писал о важных статистических данных, использовании мышьяка при хроническом ревматизме, использовании азотно-соляной кислоты при оксалурии и использовании бромистого калия при нервозности.

## Публикации
- «Вклад в практическую медицину» (Contributions to Practical Medicine, 1862).

## Семья
Был женат на Элизабет Спир (1805—1874).
Сыном Бегби был доктор Джеймс Уорбертон Бегби ФРСЭ (1826—1876).